# 富塚八幡宮

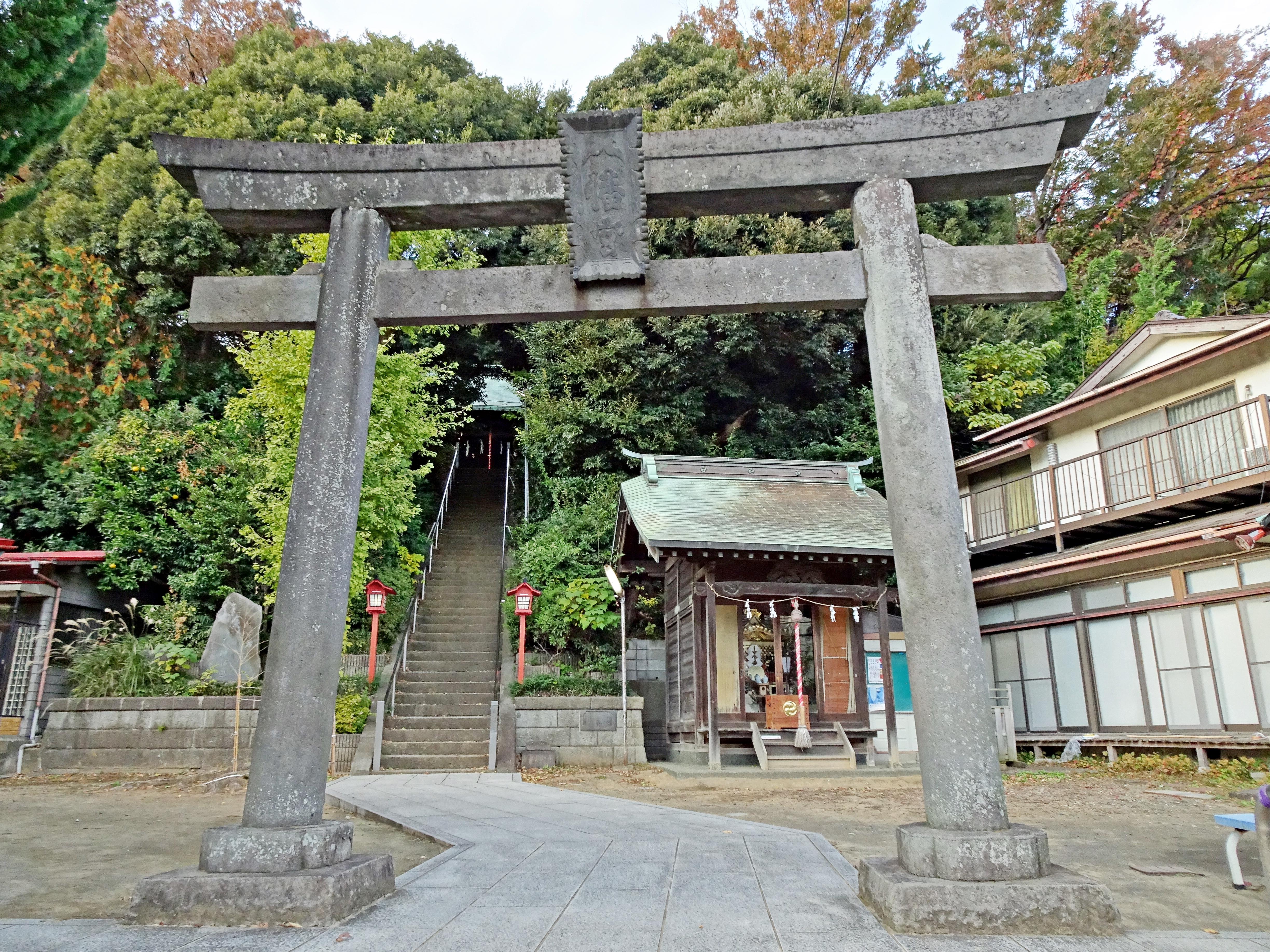
富塚八幡宮鳥居

富塚八幡宮（とみつかはちまんぐう）は、横浜市戸塚区にある神社である。旧社格は郷社。公式サイトでは正字である「富」を使用しているが、神奈川県神社庁のWebサイトなど異体字である「冨」が使われることがある。

## 祭神
- 誉田別命（八幡神）
- 富属彦命（とつぎひこのみこと）（相武国造2世の孫と伝えられる）

## 由緒
源頼義・義家父子が前九年の役平定のため奥州下向の折りにこの地に露営した際、夢の中で応神天皇（誉田別命）及び富属彦命の神託を授かり、その加護によって戦功を収めたため、延久4年（1072年）富塚山中腹に社殿を造り、両祭神を勧請したもの。明治6年（1873年）に郷社に列した。
境内裏山（富塚八幡緑地）に富属彦命の墓と伝えられる古墳があり、これを「富塚」（富塚古墳も参照）と呼んだことが「戸塚」の由来とされている。また、全国の戸塚姓・富塚姓の祖先とされる戸塚（富塚）一族が平安時代にこの地に住んでいたことから、当社を全国の戸塚姓・富塚姓の祖霊神としている。氏子地域は戸塚区・泉区・栄区・瀬谷区の4区（昭和44年（1969年）までの戸塚区域）。

## 祭事
- 例大祭　8月第1日曜日

## 境内社
- 玉守稲荷
- 富塚天神

## 境内
- 松尾芭蕉の歌碑がある。
- 裏山に5世紀代の前方後円墳「富塚古墳」があり、富属彦命の墓との伝承がある。

## 交通
- JR東海道本線横須賀線横浜市営地下鉄ブルーライン戸塚駅より徒歩15分。
- 神奈川中央交通日立入口バス停より徒歩約3分。